# Haplochrois hysterota
Haplochrois hysterota is een vlinder uit de familie grasmineermotten (Elachistidae). De wetenschappelijke naam van deze soort is, als Platybathra hysterota, voor het eerst geldig gepubliceerd in 1918 door Meyrick.
De soort komt voor in tropisch Afrika.